# سیمیان برت ولباک
سیمیان برت وُلباک (انگلیسی: Simeon Burt Wolbach؛ ۳ ژوئیه ۱۸۸۰ – ۱۹ مارس ۱۹۵۴) آسیب‌شناس و پژوهشگر یهودی  اهل ایالات متحده آمریکا بود که ناقلان عفونت تب منقوط کوه‌های راکی و تیفوس اپیدمیک را شرح داد. او رئیس «انجمن آسیب‌شناسان و باکتری‌شناسان آمریکا» و «انجمن آسیب‌شناسی تجربی آمریکا» بود. وی مدرک دکترای پزشکی خود را در سال ۱۹۰۳ از دانشکده پزشکی هاروارد دریافت کرد و از شاگردان ویلیام توماس کانسیلمن بود. وی در بیمارستان بریگهام و زنان کار می‌کرد و سال ۱۹۰۹ را در بیمارستان عمومی مونترال و دانشگاه مک‌گیل گذراند. او در سال ۱۹۲۰ با انگل‌شناس کانادایی جان ال. تاد شپش‌های غیر آلوده را به لهستان برد (از بدن خودشان شپش‌ها را تغذیه می‌کردند) تا ثابت کند که شپش‌ها ناقل ریکتزیا پرووازکی هستند، ارگانیسمی که باعث تیفوس اپیدمیک می‌شود. برای این کار او نشان افتخار تولد لهستان (فرمانده) را دریافت کرد. او در سال ۱۹۳۸ عضو آکادمی ملی علوم شد.